# Dolichoderus burmanicus
Dolichoderus burmanicus é uma espécie de formiga do gênero Dolichoderus.